# Покровка (Великоплосківська сільська громада)
Покро́вка — село в Україні, у Великоплосківській сільській громаді Роздільнянського району Одеської області. Населення становить 10 осіб.
До 17 липня 2020 року було підпорядковане Великомихайлівському району, який був ліквідований.

## Населення
Згідно з переписом 1989 року населення села становило 27 осіб, з яких 9 чоловіків та 18 жінок.
За переписом населення 2001 року в селі мешкало 10 осіб.

### Мова
Розподіл населення за рідною мовою за даними перепису 2001 року:
| Мова       | Відсоток |
| ---------- | -------- |
| російська  | 90 %     |
| українська | 10 %     |